# Edit Weckinger-Perényi
Edit Weckinger-Perényi (Kispest, 5 maggio 1923 – Budapest, 1º febbraio 2019) è stata una ginnasta ungherese.

## Palmarès

### Olimpiadi
- 3 medaglie:
  - 2 argenti (Londra 1948 nel concorso a squadre; Helsinki 1952 nel concorso a squadre)
  - 1 bronzo (Helsinki 1952 negli attrezzi a squadre)